# Офрис
О́фрис (лат. Óphrys) — род многолетних травянистых растений, включённый в трибу Orchideae семейства Орхидные (Orchidaceae).

## Название
Научное название рода происходит от др.-греч. όφρύς — «бровь». Оно было взято Карлом Линнеем из Естественной истории Плиния.

## Ботаническое описание
В род включены наземные многолетние травянистые растения. Клубни шаровидные. Стебель цилиндрический, невысокий. Листья собраны в прикорневую розетку, без пятнышек, также имеются более мелкие листья на стебле.
Цветки собраны в прямое кистевидное соцветие, по внешнему виду напоминают некоторые виды насекомых, таким образом привлекая опылителей. Прицветники опадающие. Центральный чашелистик у многих видов образующий покрывало над колонкой, боковые чашелистики свободные, зелёные, розоватые или беловатые. Лепестки обычно более мелкие, чем чашелистики, нитевидные. Губа выраженная, окрашенная, нередко с различным рисунком, у многих видов опушённая. Поллинии в количестве двух, каждый с длинной каудикулой. Завязь нижняя.

## Ареал
Представители рода распространены от Центральной и Южной Европы до Малой Азии и Северной Африки. Наибольшее разнообразие видов наблюдается в Средиземноморье.
Включён в Красную книгу России.

## Таксономия
|  |                                      |  |                                                         |                                                         |                    |  | ещё 13 семейств (согласно Системе APG III) |                     |                     |                                           |
|  |                                      |  |                                                         |                                                         |                    |  |                                            |                     |                     | около 150 видов, свободно гибридизующийся |
|  |                                      |  |                                                         | порядок Спаржецветные                                   |                    |  |                                            |                     | род Офрис           |                                           |
|  |                                      |  |                                                         | порядок Спаржецветные                                   |                    |  |                                            |                     | род Офрис           |                                           |
|  | отдел Цветковые, или Покрытосеменные |  |                                                         |                                                         | семейство Орхидные |  |                                            |                     |                     |                                           |
|  | отдел Цветковые, или Покрытосеменные |  |                                                         |                                                         |                    |  |                                            |                     |                     |                                           |
|  |                                      |  | ещё 58 порядков цветковых растений (по Системе APG III) | ещё 58 порядков цветковых растений (по Системе APG III) |                    |  |                                            | ещё около 900 родов | ещё около 900 родов |                                           |
|  |                                      |  |                                                         | ещё 58 порядков цветковых растений (по Системе APG III) |                    |  |                                            |                     | ещё около 900 родов |                                           |

### Синонимы
- Arachnites F.W.Schmidt, 1793, nom. rej.
- Myodium Salisb., 1812

### Виды

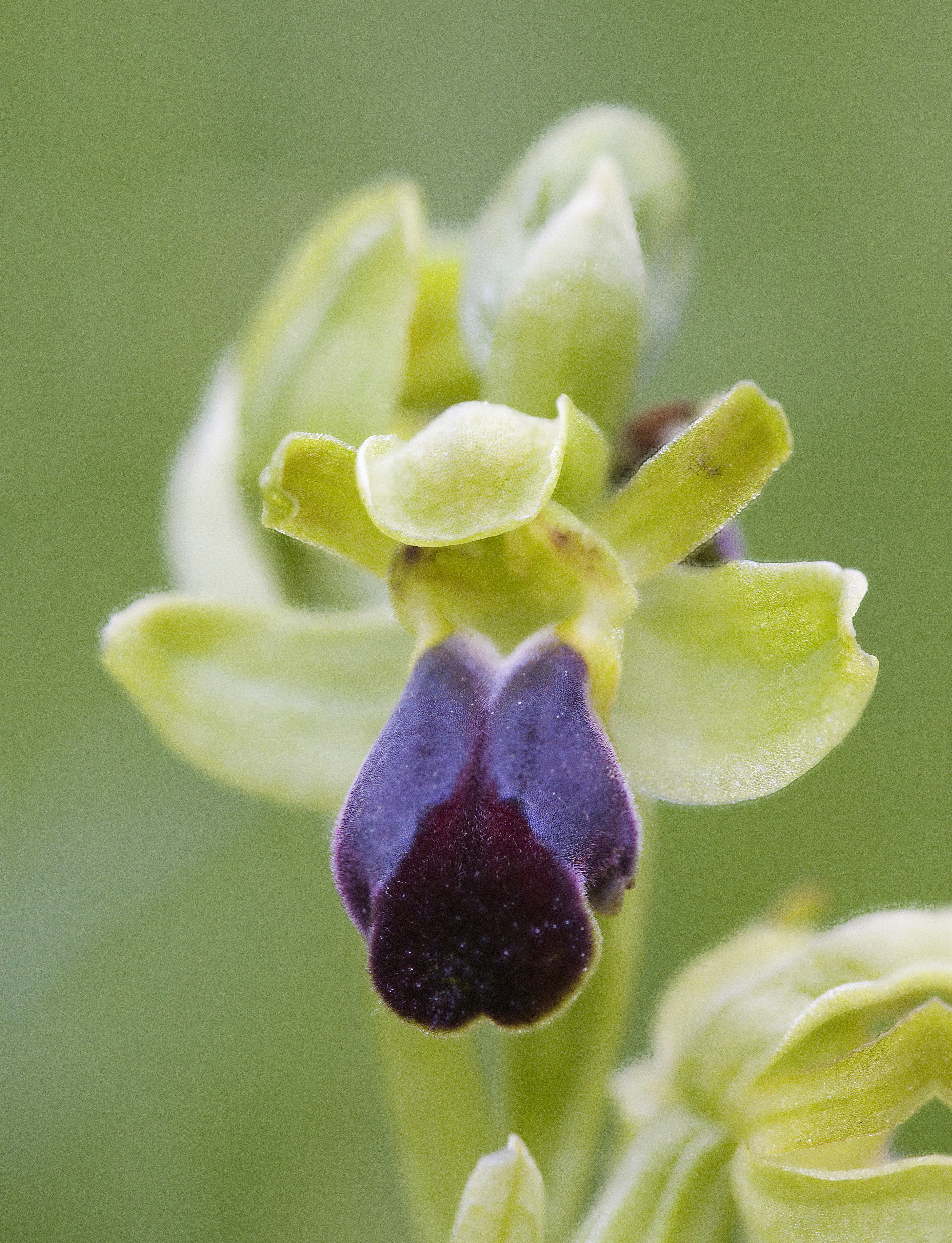
Ophrys fusca

По информации базы данных The Plant List, род включает 149 видов. Некоторые из них:
- Ophrys apifera Huds., 1762 — Офрис пчелоносная
- Ophrys bombyliflora Link, 1800
- Ophrys caucasica Woronow ex Grossh., 1928 — Офрис кавказская
- Ophrys fusca Link, 1800
- Ophrys insectifera L., 1753 typus[1] — Офрис насекомоносная
- Ophrys kopetdagensis K.P.Popov & Neshat., 1982
- Ophrys lutea Cav., 1793
- Ophrys scolopax Cav., 1793
- Ophrys speculum Link, 1800, nom. cons.
- Ophrys tenthredinifera Willd., 1805